# マイリ・ローソン
マイリ・ローソン（Mhairi Lawson）はイギリス・スコットランド 出身のソプラノ歌手である。

## 経歴
ニューカッスル大学、英国王立スコットランド音楽院（英語: Royal Scottish Academy of Music and Drama）を経て ギルドホール音楽演劇学校に学んだ。同じくギルドホールで学んだ フォルテピアノ奏者 オルガ・トヴェルスカヤとの共演で フランツ・ヨーゼフ・ハイドン、ヴォルフガング・アマデウス・モーツァルト、フランツ・シューベルトなどの歌曲を歌いBBCラジオ3に出演するなど活躍を見せ、トヴェルスカヤ 、レイチェル・ポッジャーなどとの共演のハイドンのイングランド・スコットランド・ウェールズ歌曲集(1994年録音)でCDデビューを果たした。
ソリストとして、レザール・フロリサン、ガブリエリ・コンソート&プレイヤーズ、スコットランド室内管弦楽団、イングリッシュ・ナショナル・オペラなどと共演し、活躍を続けている。
レパートリーは多岐に渡り、バロック音楽作品から現代作品まで幅広く、2017年には スティーブン・ウィルキンソン歌曲集の録音に参加した。現在、母校である ギルドホール音楽演劇学校古楽科で古楽声楽とバロック・古典派音楽の教授を務めている。
バロック〜古典派の歌唱法と演奏解釈の専門家としては第一人者である。
近年の特筆すべき活動はポール・マクリーシュ指揮ガブリエリ・コンソート&プレイヤーズとの　ヘンリー・パーセル　「アーサー王」「妖精の女王」の録音であり、ソロ歌手として演奏する他、歌手陣を代表し、CD解説書としては類を見ない詳細なブックレットに「パーセルと声楽」について執筆している。